# St. Mariä Himmelfahrt (Gescher)
Die römisch-katholische Kirche St. Mariä Himmelfahrt in Gescher war von 1954 bis 2004 Pfarrkirche und zuletzt bis 2010 Filialkirche von St. Pankratius. Sie wurde an Silvester 2010 profaniert und anschließend zu einem Seniorenwohnheim umgebaut.

## Geschichte
Die Kirche wurde von 1953 bis 1954 aufgrund des großen Bevölkerungszuwachses in Gescher nach dem Zweiten Weltkrieg errichtet. Architekt war Heinrich Alexander Schäfer aus Coesfeld.
Nach dem Zusammenschluss der Kirche mit St. Pankratius im Jahr 2004 wurde die Schließung eines der beiden Kirchengebäude diskutiert. Aufgrund des historischen Werts der St.-Pankratius-Kirche entschied man sich dazu, die Marienkirche zu profanieren, was am 31. Dezember 2010 erfolgte.

### Nachnutzung
2012 und 2013 wurde ein Abriss des Kirchengebäudes diskutiert, was massive Proteste und Mahnwachen der Anwohner zur Folge hatte. Anfang 2013 wurde das Gebäude schließlich unter Denkmalschutz gestellt. Im Herbst 2014 wurde ein Vorschlag des Architekten Peter Bastian aus Münster zum Umbau des Gebäudes in eine Wohnanlage für Senioren angenommen, welcher bis 2018 umgesetzt wurde. Am 8. Dezember 2017 wurde im Turm eine Kapelle der Gemeinde St. Pankratius geweiht. In den oberen Etagen des Turms befinden sich das Pfarrarchiv und eine Eltern-Kind-Bildungsstätte.

## Architektur
Die Fassade der Kirche besteht aus Ibbenbürener Sandstein und die Säulen im Innenraum aus Anröchter Blaustein.

## Ausstattung
In der Turmkapelle und im Seniorenheim sind einige Ausstattungsstücke der Kirche erhalten geblieben:
- Altarähnlicher Tisch aus Marmor
- Kirchenbänke
- Kirchenfenster von Viktor von der Forst[4]
- Kruzifix
- Madonna mit Jesuskind von Heinrich Bücker

## Glocken
Die Glocken der Kirche stammen von der nur etwa 55 Meter entfernten Glockengießerei Petit & Gebr. Edelbrock.
Nach Profanierung der Kirche verblieben sie im Turm und läuten zu Anlässen wie Ostern oder Silvester.
| Nr. | Name       | Gussjahr | Gießer            | Durchmesser | Masse    | Schlagton |
| 1   | Maria      | 1959     | Petit & Edelbrock | 1920 mm     | 4.585 kg | a0        |
| 2   | Antonius   | 1959     | Petit & Edelbrock | 1580 mm     | 2.534 kg | c1        |
| 3   | Pius       | 1959     | Petit & Edelbrock | 1160 mm     | 1164 kg  | e1        |
| 4   | Augustinus | 1959     | Petit & Edelbrock | 1030 mm     | 678 kg   | g1        |
| 5   | Ludgerus   | 1959     | Petit & Edelbrock | 910 mm      | 472 kg   | a1        |
| 6   | Angelus    | 1959     | Petit & Edelbrock | 810 mm      | 331 kg   | h1        |